# Аполлон дельфийский
Аполлон дельфийский или Дельфиус (лат. Parnassius delphius) — дневная бабочка семейства Парусники (Papilionidae).

## Этимология названия
Вид был описан энтомологом Эдуардом Эверсманом в 1843 году. По традиции, давая видовое название виду он использовал мифологический сюжет — в честь древнего города Дельфы, в котором в честь дельфийского оракула у подножия Парнаса был построен храм со статуей Аполлона.

## Описание
Размах крыльев 60—63 мм. Длина переднего крыла 26—34 мм. Фон крыльев белого цвета. Внешний край передних крыльев полупрозрачный, изнутри ограниченный рядом светлых пятен и относительно широкой черноватой поперечной перевязью. За ней находится темная, изогнутая, не всегда полная перевязь. В середине и в конце срединной ячейки находится по поперечному пятну чёрного цвета. Внешний край задних крыльев относительно полупрозрачный, в нижнем углу находится 2 глазка. За наружным концом срединной ячейки над ним и на переднем крае находится по одному красному глазку с чёрной каймой. Прикорневая часть заднего крыла, срединная ячейка и внутренний край крыла сильно затемнены.

## Биология

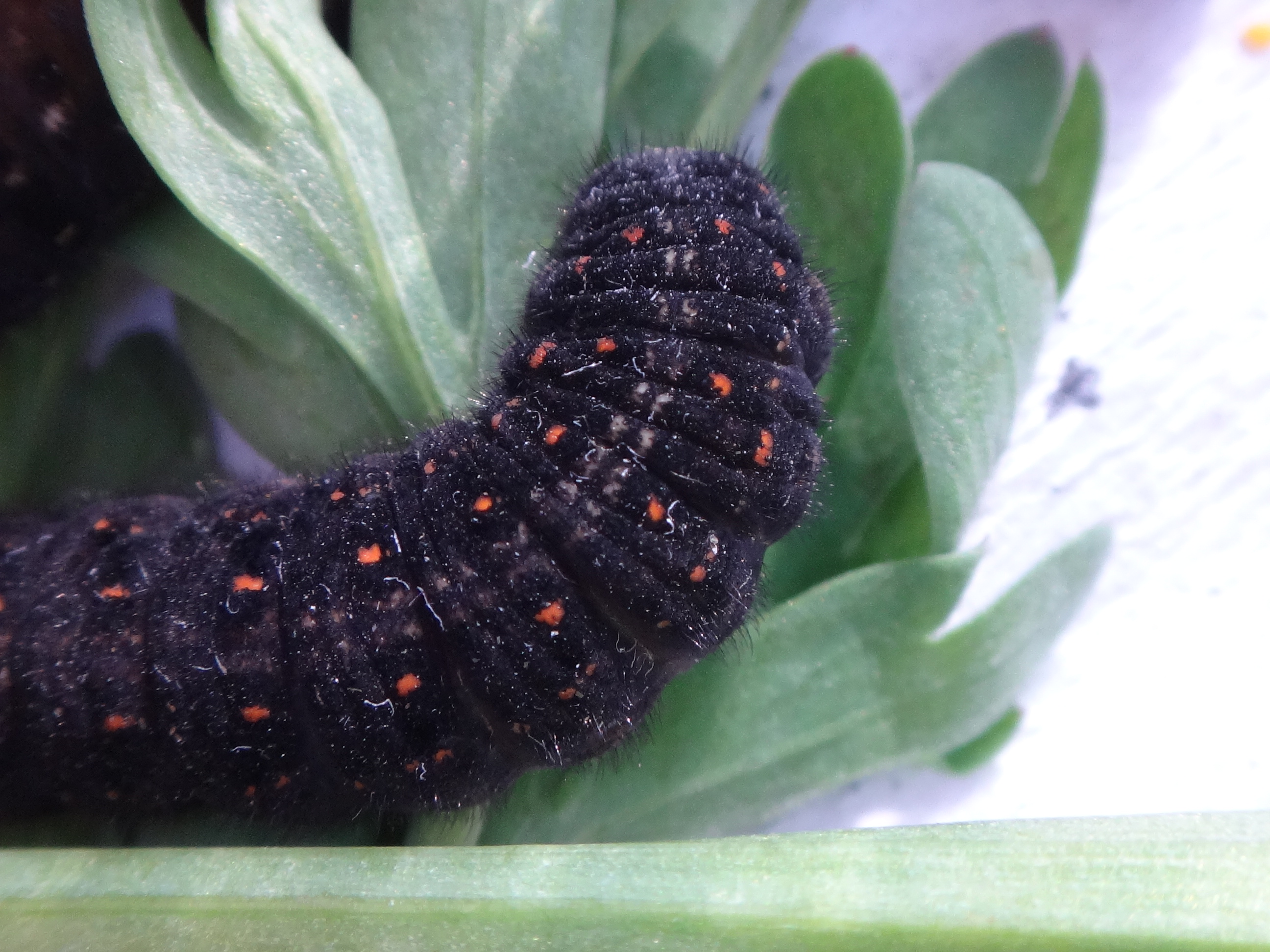
Гусеница

Обитает на высотах около 3000 м. Зимует дважды, сначала на стадии яйца, затем и на стадии куколки. Гусеница питается различными видами хохлаток в зависимости от биотопа, например на перевале Долон в Киргизии гусеницы едят Corydalis gortschakovii.

## Ареал
Встречается в Центральной Азии: Северный Пакистан, Афганистан, Таджикистан, Кыргызстан, Узбекистан, Казахстан, Гималаи, Тибет и Бутан. Образует свыше 40 подвидов.